# Haakon IV de Noruega
Haakon IV (en nórdico antiguo, Hákon Hákonarson; en noruego, Håkon den gamle Håkonsson, apodado el Viejo; Østfold, 1204-Kirkwall, Órcadas, 15 de diciembre de 1263) fue rey de Noruega de 1217 a 1263. Era hijo de una concubina llamada Inga de Varteig y, supuestamente, del rey Haakon III.
Durante su reinado, se puso fin al período de las guerras civiles noruegas que asolaban el país desde 1130 y como consecuencia, la segunda mitad de su gobierno se caracterizó por la paz y por la consolidación de la monarquía. Representó la unificación definitiva y el punto cúspide de la Noruega medieval.

## Antecedentes e infancia

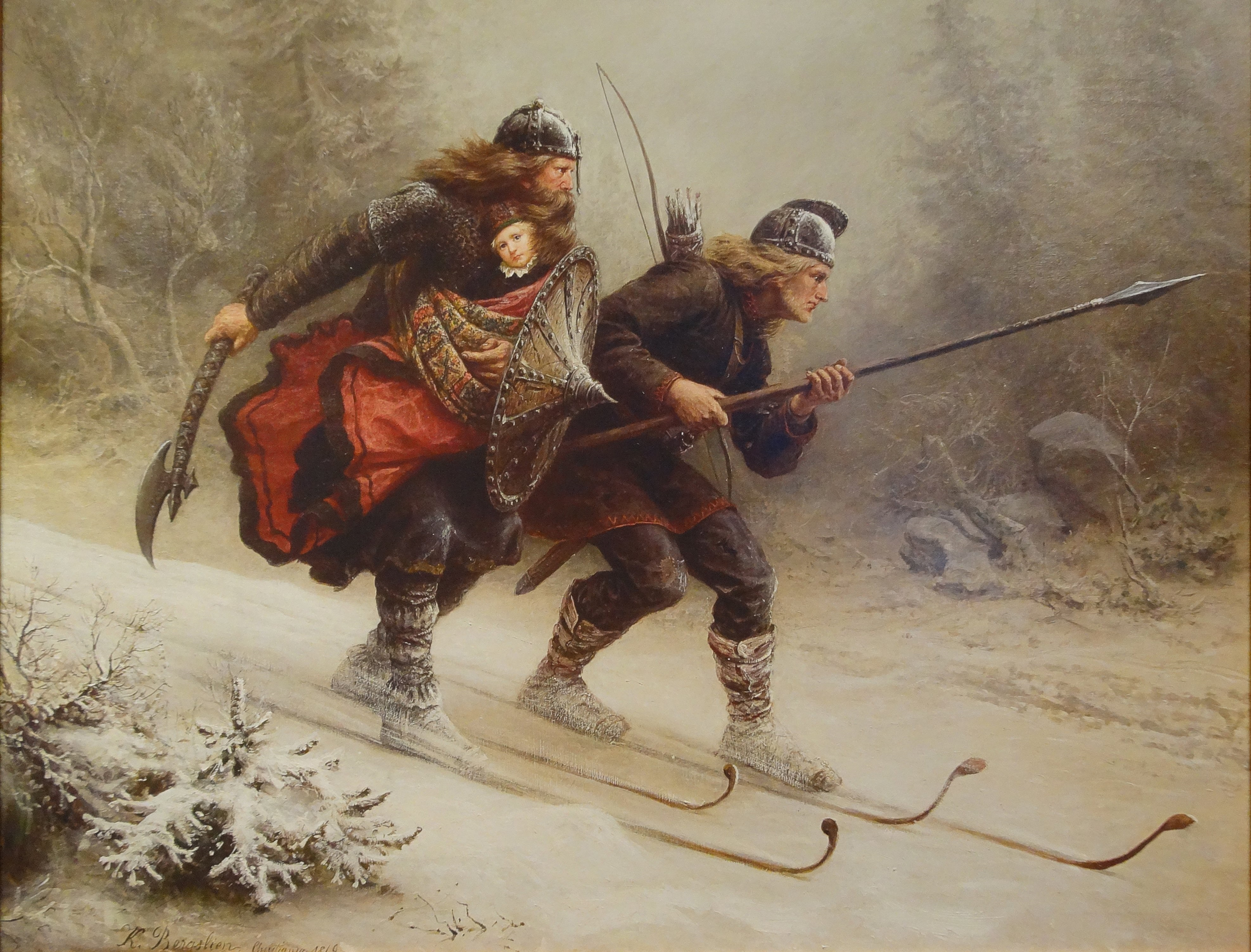
Birkebeiner, obra de Knud Bergslien (1869). El cuadro muestra a los birkebeiner Torstein Skevla y Skjervald Skrukka trasladando al pequeño Haakon a la ciudad de Nidaros en 1206.

La madre de Haakon era Inga de Varteig. A los pocos meses de nacido, ella aseguró que su hijo lo era también del rey Haakon III, el líder de la facción de los birkebeiner durante la guerra civil contra los bagler. Haakon III había estado en Varteig, en lo que ahora es la provincia de Østfold, y murió en 1204, sin dejar descendencia aparentemente. Haakon Håkonsson habría nacido por la misma época en que su padre murió. Los argumentos de Inga fueron respaldados por varios de los seguidores de Haakon III y finalmente los birkebeiner reconocieron al niño como hijo del monarca.
En ese tiempo, gobernaba entre los birkebeiner el rey Inge II, y Noruega se debatía en una guerra civil entre los birkebeiner y los bagler, una más entre la larga serie de conflictos que comenzaron en 1130 por consecuencia de las ambiguas leyes de sucesión y la rivalidad entre distintas facciones aristocráticas y entre la Iglesia y el rey. El rey birkebeiner Haakon III, el supuesto padre de Haakon Håkonsson, había hecho esfuerzos por instaurar la paz, reconciliándose con la Iglesia, una aliada fundamental para los bagler. Pero su repentina muerte trajo como consecuencia la debilidad en el liderazgo de los birkebeiner y el resurgimiento de los bagler, que se apresuraron a dominar el sur del país.
Haakon nació en territorio controlado por los bagler. El hecho de que su madre difundiera la noticia de su origen real lo colocó en una situación muy peligrosa. En 1206, los bagler decidieron eliminar al niño y comenzaron su búsqueda. Entonces, un grupo de birkebeiner lo recogió y lo llevó a la corte de Inge II, en Nidaros (actualmente Trondheim). En el trayecto, el grupo se encontró inmerso en una tormenta de nieve, y sólo los dos guerreros más destacados, Torstein Skevla y Skjervald Skrukka continuaron el viaje, sobre esquís, llevando al niño en brazos. El viaje aún se conmemora en Noruega, en la forma del más importante evento anual de esquí, la Birkebeinerrennet (la carrera birkebeiner)

## Primeros años de reinado
Después de su rescate, Haakon fue llevado ante Inge II, quien tomó la custodia del niño y lo reconoció como hijo de Haakon III. Cuando Inge murió en 1217, Haakon fue elegido como su sucesor, por encima de Skule Bårdsson -medio hermano de Inge-, quien también pretendía el trono. En la disputa por la sucesión, la madre de Haakon tuvo que someterse a la ordalía, tocando metales ardientes, en Bergen, en 1218. Al principio, la Iglesia rechazó a Haakon, en parte por su condición de hijo ilegítimo.
En 1223 se realizó una reunión en Bergen entre los obispos, jarls, lendmenn y otros hombres prominentes para decidir sobre el derecho de Haakon al trono. Los otros candidatos eran Guttorm Ingesson, de 11 años, hijo ilegítimo de Inge II; Canuto Håkonsson, hijo legítimo de Haakon el Loco y sobrino de Inge; Skule Bårdsson, quien basaba sus reivindicaciones en su parentesco de hermano de Inge II, y Sigurd Ribbung, hijo del rey bagler Erling Steinvegg, por entonces preso por órdenes de Skule. Haakon fue confirmado como rey de Noruega y como heredero directo de Haakon III. Un factor relevante en esta elección fue el hecho que la Iglesia se alineó en el lado de Haakon, a pesar de su nacimiento ilegítimo. Sin embargo, el Papa no dio autorización para su coronación hasta 1247.
En 1217 falleció Felipe Simonsson, el último rey de los bagler.  Skule Bårdsson, el comandante del ejército de Haakon, se movilizó política y militarmente para alcanzar la reconciliación entre bagler y birkebeiner y con ello, la reunificación del reino. No obstante, permaneció el descontento entre algunos miembros de los bagler, que eligieron como su nuevo pretendiente a Sigurd Ribbung. Estos bagler, escindidos de aquellos que optaron por la reconciliación, se levantaron en armas en algunas zonas del oriente del país. La rebelión terminó en 1227 y Haakon quedó, más o menos, como el único e indiscutible soberano del país.
En los primeros años del reinado de Haakon, gran parte del poder real fue delegado en las manos de Skule Bårdsson. Desde el inicio, se decidió que Skule gobernase un tercio del país en calidad de jarl. Pero las relaciones entre Skule y Haakon fueron cada vez más tensas, a medida que el rey crecía y se afianzaba en el poder. En un intento por buscar la reconciliación entre ambos, en 1225 Haakon contrajo matrimonio con Margarita Skulesdatter, la hija de Skule. En 1239 el conflicto derivó en una guerra abierta entre ambos, cuando Skule se autoproclamó rey en la ciudad de Nidaros. La insurrección terminó en 1240, con la muerte de Skule. La rebelión también provocó el asesinato del célebre escritor islandés Snorri Sturluson, que había tomado parte contra Haakon.  El otro yerno de Skule, el otrora pretendiente Canuto Håkonsson, no se unió a los rebeldes, sino que permaneció fiel al rey Haakon. Esta última rebelión marcó el fin de la época de las guerras civiles, que databa desde 1130.

## Últimos años de reinado
A partir del fin de la rebelión de su suegro, el reinado de Haakon se caracterizó por la paz interna y por una prosperidad nunca antes vista en Noruega. Esto fue el comienzo de lo que se conoce como la edad de oro del reino noruego medieval.  En 1247 Haakon finalmente obtuvo el reconocimiento del papa Inocencio IV, quien envió al cardenal Guillermo de Módena a Bergen para celebrar la coronación.
Haakon organizó una campaña militar contra la provincia danesa de Halland en 1256. 
En 1261 la comunidad nórdica de Groenlandia aceptó la autoridad del rey noruego.  
En 1262, Haakon alcanzó una de sus mayores ambiciones cuando Islandia, atormentada por los conflictos internos, hizo lo propio. El reino de Noruega alcanzó así su mayor tamaño hasta entonces. En 1263, un conflicto con el rey de Escocia concerniente a las Hébridas -una posesión noruega- llevó a Haakon a emprender una expedición en el occidente de Escocia. El rey escocés Alejandro III había conquistado las islas el año anterior. Haakon retomó el control de las islas gracias a su formidable flota formada en gran medida por el leidang (leva), y se atrevió a lanzar algunas razias en la propia Escocia. Una división de su ejército parece haber sido rechazada por una fuerza escocesa de mayor tamaño en la batalla de Largs (las fuentes escocesas dan testimonio de una victoria sobre los noruegos). No tardó en tratarse la negociación entre las partes, pero las conversaciones fueron prolongadas por los escoceses para debilitar la posición del monarca noruego, a sabiendas de que tenía que mantener un gran ejército en una tierra bastante alejada de su país de origen. Una delegación irlandesa le ofreció a Haakon provisiones para pasar el invierno a condición de que les prestase ayuda contra los ingleses. Parece que Haakon se mostró favorable a esta propuesta, pero sus hombres la rechazaron. Finalmente, la flota noruega se retiró a las Órcadas con la llegada del invierno.
Mientras Haakon pasaba el invierno en las Orcadas viviendo en el Palacio Episcopal de Kirkwall, cayó enfermo y murió el 16 de diciembre de 1263. Una gran parte de su flota fue dispersada y destruida por tormentas.  El rey fue sepultado en la Catedral de San Magnus, en Kirkwall. Cuando llegó la primavera, su cuerpo fue exhumado y llevado de regreso a Noruega, para ser sepultado en la Catedral de Bergen, su ciudad capital.
En su lecho de muerte, Haakon declaró que sólo le sobrevivía un hijo, Magnus, quien a la postre lo sucedió como rey.

## Opiniones sobre el gobierno de Haakon IV

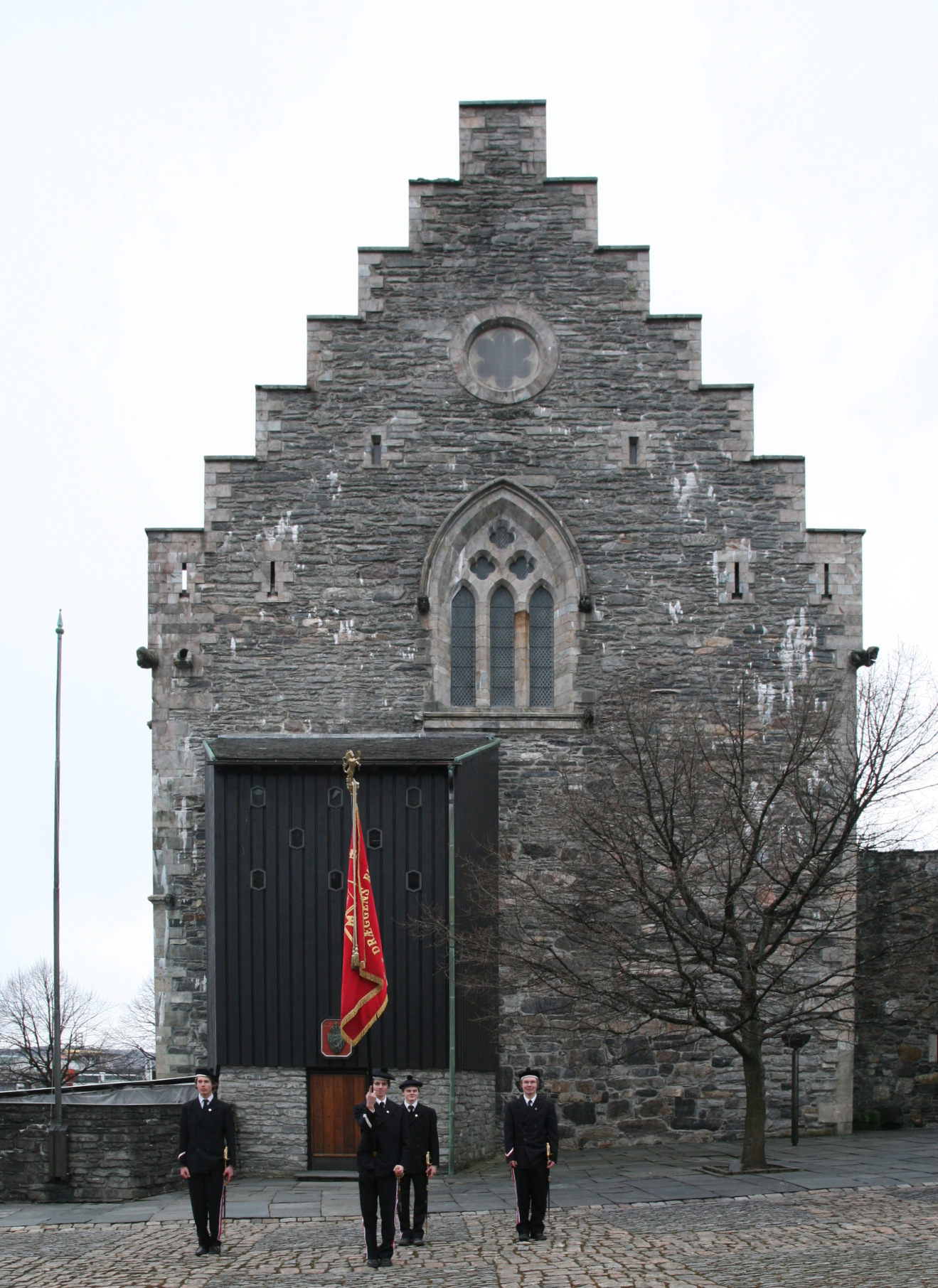
El Salón de Haakon, en Bergen, es uno de los edificios que se conservan del periodo dorado en Noruega durante el reinado de Haakon IV.

Los historiadores noruegos han tenido puntos de vista bastante diferentes entre sí sobre el gobierno de Haakon IV. En el siglo XIX, las opiniones dominantes estibaban en juzgarlo como un monarca fuerte, que terminó con las guerras civiles y gobernó sobre el más grande imperio noruego que haya existido. Esta corriente se halla representada por el historiador Peter Andreas Munch. En la década de 1920 sobrevino una reacción, y Haakon fue entonces visto como un hombre promedio, en cierta medida insignificante, que se convirtió en rey en un momento de grandeza para Noruega. Este punto de vista es sostenido frecuentemente por historiadores marxistas, como Halvdan Koht, quienes suelen valorar poco el papel de los individuos en la historia. Ha sido comparado con su rival Skule Bårdsson y con su abuelo, el rey Sverre I, aunque la mayoría de los historiadores concluyen que Haakon no era un líder tan dinámico y carismático como Sverre. Recientemente, el historiador Sverre Bagge y otros han enfatizado que mucho de los que se sabe actualmente de reyes como Haakon IV y Sverre I es información procedente de sus biografías oficiales y es sólo lo que los autores eligieron revelar para la posteridad. Por lo tanto, opina que una comparación entre monarcas no deja de ser arbitraria e injusta.
Lo que parece claro es que Haakon nació en una sociedad despedazada por los conflictos bélicos y plagada de grupos armados y señores de la guerra y murió siendo el gobernante indiscutible de un reino grande y respetado internacionalmente. Haakon recibió embajadas e intercambió presentes con gobernantes de países lejanos, como Túnez, Nóvgorod y Castilla. En la corte noruega se tradujeron al nórdico antiguo romances e historias bíblicas y el rey presidió varios proyectos de construcciones en piedra a gran escala, una novedad en Noruega en ese tiempo. Aún hoy en día se puede apreciar el Salón del rey Haakon en lo que fue su palacio en Bergen.
Las fuentes principales sobre la biografía de Haakon IV es la Hákonar saga Hákonarsonar (Saga de Haakon Håkonsson), escrita en la década de 1260, pocos años después de la muerte del rey. La redacción de la carta fue una petición del hijo de Haakon, Magnus, y fue realizada por el escritor y político islandés Sturla Þórðarson, sobrino de Snorri Sturluson.
El drama Los Pretendientes, escrito en 1863 por Henrik Ibsen, aborda el conflicto entre Haakon IV y Skule Bårdsson.

## Familia
Tuvo una amante llamada Kanga la Joven, con la que procreó dos hijos:
- Sigurd (década de 1220-1254).
- Cecilia (década de 1220-1248). Fue esposa de Gregorius Andresson, un sobrino de Felipe Simonsson, el último rey de los bagler. Viuda, se casó en Bergen con el rey Harald de las Hébridas, un vasallo de Haakon. Ambos murieron ahogados en el viaje a las islas.

Casado en 1225 con Margarita Skulesdatter, tuvo cuatro hijos conocidos:
- Olaf (1226-?). Muerto en la infancia.
- Haakon (Haakon el Joven) (1232-1257). Fue designado cogobernante de Noruega por su padre en 1239. Se casó con Riquilda Birgersdotter, la hija del jarl sueco Birger Magnusson. Murió antes que su padre.
- Cristina (1234-1262). Sería esposa del infante Felipe de Castilla, hermano del rey Alfonso X de Castilla. Murió sin hijos. Mandó construir en Covarrubias (Burgos) una ermita de San Olav para el culto de este santo. Su historia se ha popularizado por medio de la novela de Espido Freire La flor del Norte.
- Magnus (1238-1280). Rey de Noruega de 1261 a 1280.